# Нарвинский сельсовет
Нарвинский сельсовет — сельское поселение в Манском районе Красноярского края.
Административный центр — село Нарва.

## География
Удаленность населенного пункта от центра муниципального района — 42 км.

## Население
| 2010 | 2012  | 2013  | 2014  | 2015  | 2016  | 2017  |
| ---- | ----- | ----- | ----- | ----- | ----- | ----- |
| 1205 | ↗1208 | ↘1192 | ↗1206 | ↗1207 | ↗1220 | ↘1209 |

## Состав сельского поселения
В состав сельского поселения входит один населённый пункт — село Нарва.

## Местное самоуправление
Нарвинский сельский Совет депутатов
Срок полномочий: 4 года. Количество депутатов: 10
Глава муниципального образования
- Олейник Сергей Сергеевич